# Будилка (Гомельская область)
Будилка (бел. Будзі́лка) — посёлок в Прибытковском сельсовете Гомельского района Гомельской области Республики Беларусь.

## География
В 2 км от железнодорожной станции Зябровка (на линии Гомель — Тереховка), 17 км на юго-восток от Гомеля.

### Гидрография
На реке Уть (приток реки Сож).

## История
Основан в начале XX века (1926 г.) переселенцами из соседних деревень. В 1926 году располагалось почтовое отделение, в Прибытковском сельсовете Носовичского района Гомельского округа. В 1929 году жители вступили в колхоз. Во время Великой Отечественной войны был занят немецкими войсками 23 августа 1941 года. Оборону посёлка осуществляли части 266 Стрелковой Дивизии.
В конце сентября 1943 года немецкие оккупанты, готовясь к отражению наступления советских войск, полностью сожгли посёлок, жителей эвакуировали на Запад, при этом было убито 5 человек. В боях за посёлок и соседние населенные пункты погибли 287 советских солдат из числа 175 Стрелковой Дивизии освобождавшей этот район (похоронены в братской могиле на северо-восточной окраине).
В 1959 году в составе элитнасенхоза «Гомельский» (центр — деревня Климовка).

## Население
- 1926 год — 34 двора, 183 жителя.
- 1940 год — 44 двора, 194 жителя.
- 1959 год — 141 житель (согласно переписи).
- 2004 год — 32 хозяйства, 54 жителя.

## Транспортная сеть
Транспортные связи по просёлочной, затем автомобильной дороге Новые Яриловичи — Гомель. Планировка состоит из прямолинейной улицы, ориентированной с юго-запада на северо-восток. Застройка двусторонняя, деревянная, усадебного типа.

## Достопримечательность
- Братская могила (1943 г.) —  Историко-культурная ценность Республики Беларусь, шифр 313Д000203